# Hagi Gligor
 (février 2020).
Christopher Josif Hagi Gligor, né le 8 avril 1995 à Sydney (Australie), est un footballeur australien, qui évolue au poste de milieu de terrain.

## Biographie
Il est d'origine roumaine par son père, et philippine par sa mère.

## Palmarès
- Vice-champion d'Australie en 2015 avec le Sydney FC
- Finaliste de la Coupe d'Australie en 2015 avec Perth Glory